# Alalia
Alalia (del griego ἀλαλία, "mudez") es la «pérdida de la voz producida por una afección local de los órganos vocales y, especialmente, por lesiones nerviosas centrales o periféricas».
La Alalia es un trastorno clasificado dentro de los Trastornos del Habla. Por ello, se determina por la incapacidad parcial o completa para expresarse a través de la palabra. Sin embargo, la persona afectada conserva el oído y el intelecto normal y en algunos casos pueden expresar sus ideas por escrito perfectamente.
Por eso, la Alalia no es un simple retraso en la evaluación verbal en el niño ya que es una relación que tiene lugar de forma anormal. Por ello, presentan dificultades específicas en cada etapa del desarrollo donde la Logopedia Infantil es de gran ayuda.
Un individuo con esta patología presenta un cuadro semejante al retraso mental, incluso se puede diagnosticarse como tal de forma errónea. Sin embargo, estos pacientes se orientan bien, se relacionan fácilmente, comprenden la mímica y los gestos.

## Síntomas
Las señales de aviso de retraso del habla temprana se clasifican en los hitos relacionados con la edad. Por ello, se comienza a la edad de 12 meses y se continua hasta la adolescencia temprana. La alalia a los 12 meses no es motivo de preocupación si el niño no realiza gestos diciendo adiós y apuntando a objetos y personas. También si la persona no practica el uso de varias consonantes diferentes. Además, no sería preocupante si no suele vocalizar o comunicar algunas de las necesidades básicas.
Entre las edades de 15 y 18 meses los niños están en un mayor riesgo de retraso del habla si no saben decir ni mamá ni papá. Además,  cuando no interactúan cuando se le dice no, hola y adiós. Además, cuando no tiene un vocabulario de entre 2 y 5 palabras a los 12 meses y un máximo de 15 palabras a los 18 meses. Cuando usan más los gestos durante el habla también están en mayor riesgo de retraso del habla.

## Causas
El retraso y deterioro del lenguaje es causado por una ruptura física en la boca. En consecuencia, si se interrumpe el movimiento el niño puede ser lento a la hora de dar forma a su boca y la lengua para la formación de palabras. Además, otras preocupaciones más serias son aquellas que pueden ser causadas por problemas motores orales. 
Aunque el discurso puede ser la única preocupación este trastorno se pueden destacar con problemas de alimentación también. Muchas otras causas de retraso en el habla incluyen trastornos del espectro autista, los trastornos de procesamiento auditivo, el ser un niño prematuro y la pérdida de audición pueden ser causas de la Alalia.
Los niños con estos trastornos a menudo muestran signos tempranos y son a veces identificados como de riesgo cuando el retraso del habla se diagnostica.